# Promotion of Economic Development of Homelands Act
Der Promotion of Economic Development of Homelands Act (Act No. 46 / 1968), deutsch etwa: Gesetz zur Förderung der Wirtschaftsentwicklung in den Homelands, war ein südafrikanisches Gesetz im Rahmen der Apartheidspolitik. Damit sollte es dem Staatspräsidenten ermöglicht werden, Agenturen mit speziellen Aufgaben für die Wirtschaftsentwicklung in den Homelands zu gründen. Die Bestimmungen sahen eine staatliche Lenkung von privaten weißen Geldgebern vor, die in den Homelands investieren wollten.

## Ziele
Die nach diesem Gesetz möglichen Corporations (Gesellschaften im Sinne des Handelsrechtes) sollten jegliche Unternehmen der Industrie, des Handels, der Finanzdienstleistungen und im Bergbausektor nach den Maßgaben ihres Direktoriums, also auf der Grundlage der wirtschaftspolitischen Leitlinien der Apartheidsdoktrin unterstützen. Das jeweilige Direktorium setzte sich aus weißen Vertretern zusammen, für die das Berufungsrecht beim Minister für Bantu Administration and Development lag. Zu diesen Führungsgremien sollte jeweils ein Beirat aus schwarzen Personen geschaffen werden, deren Auswahl zuvor mit den obersten Behörden der Homelandgebiete abzustimmen war.
Die Aufgabenbereiche der nach diesem Gesetz möglichen Corporations umfassten Aktivitäten zur Planung, Finanzierung und Durchführung oder Unterstützung von Projekten für die wirtschaftliche Entwicklung. Zur Umsetzung dieser Ziele war es zulässig, externe Rechtspersonen, wie Agenturen, unter Vertrag zu nehmen. Die dazu notwendigen Instruktionen gab die Bantu Investment Corporation vor. Über das Grundkapital entschied der zuständige Minister, alle Geschäftsanteile sollten mit der Gründung dem South African Bantu Trust übertragen werden.
Das Gesetz gab einige spezifische politische Normen vor. So war es nicht erlaubt, ausländische Interessen zu bedienen und es sollte bei der Arbeitsplatzentwicklung vermieden werden, dass sich eine größere Zahl weißer Mitarbeiter ansammeln konnte. Dagegen wären ausgewählte Schwarze dahingehend auszubilden, zunehmend Führungsaufgaben übertragen zu bekommen. Die Verträge mit externen Beratern sollten nur zeitlich begrenzt abgeschlossen werden.
Der Premierminister Balthazar Johannes Vorster betonte in einer Parlamentsrede vom 7. Februar 1969, dass die abzuschließenden Verträge mit künftigen Agenturpartnern eine längere Laufzeit haben sollten, beispielsweise 25 Jahre für arbeitsintensive Industriebereiche oder 50 Jahre für Bergbauunternehmen. Ein Regierungssprecher antwortete auf die Kritik einiger Parlamentsabgeordneter zu diesem Gesetz mit dem Verweis, das die Intentionen der Regierung mit dem Aktivitäten von Anton Rupert vergleichbar wären, dessen Unternehmungen auch Beispiele für die Partnerschaft zwischen schwarzen Arbeitern sowie dem Kapital und Know-how der Weißen wären. Die Parlamentsabgeordnete Helen Suzman kommentierte die ihrer Meinung nach eintretenden Praxischancen des Gesetzes, wonach es höchst unwahrscheinlich sei, weiße Unternehmer für ein philanthropisches Abenteuer zu gewinnen. Der Minister für Bantu Administration and Development, Michiel Coenraad Botha, und sein Stellvertreter Piet Koornhof sahen die beabsichtigte Gründung von Beratungsgremien aus schwarzem Personal kritisch. Ihrer Auffassung nach wäre nicht fehlendes Kapital, sondern die Findung geeigneter schwarzer Personen mit Ausbildung das wichtigste Problem.
Eine Gründung nach diesem Gesetz, möglicherweise die einzige, war die der Bantu Mining Development Corporation im März 1969. Sie wurde bei ihrem Start mit einem Aktienkapital in Höhe von 500.000 Rand ausgestattet, das bis zum 31. März 1972 auf 1.651.976 Rand anstieg.